# وبدأ العد التنازلي (كتاب)
كتاب وبدأ العد التنازلي هو كتاب من تأليف الدكتور مصطفى محمود يتحدث فيه عن العد التنازلى على الحرب العالمية التالثة. هذا الكتاب يحكى كيف أن إسرائيل تمهد لنفسها المسار لكى تغزو العالم وتسيطر على كل شبر فيه وكيف أنها وراء كل الاضطرابات التي حدثت وسوف تحدث في هذا العالم وكل هذا لخدمة مصالحها وكيف أنهم وراء الفساد الفكرى والأخلاقي الذي وصلنا إليه وكيف أنها على علاقة وطيدة بين العملاقين الروسي والأمريكي وكيف أن دول العالم الثالت تتصارع لكى تكون تحت حماية إحداهما، وأن هذه الدول ما هي الا فئران تجارب لهذين العملاقين، استعراض قوة كل منهما للأخر. هذا الكتاب أيضا تطرق إلى مفهوم الماركسية، وكيف أنها أثبتت فشلها الذريع ومن ورائها الاشتراكية واليساريه وكلهم صناعة يهودية وفي نهاية الكتاب يدعو الدكتور مصطفى محمود الدول إلى الاعتماد على نفسها والإنتاج والعمل ووضع وصايا عشر للحكام لكى يكونوا قادرين على قيادة الدول وإثبات سيادة هذه الدول بالعلم والعمل والإنتاج.

## مقتطفات من الكتاب
- “رب خذني إليك مني وارزقني الفناء عني ولا تجعلني مفتوناً بنفسي محجوباً بحسي … الإمام الصوفي الكامل أبو الحسن الشاذلي”
- “إسرائيل بدون التأييد الأمريكي والأوربي تموت كجنين انقطع حبله السري فلا قوة لها من ذاتها وإنما قوتها طُفيلية مستعارة. و إسرائيل بدون الانقسام العربي تفقد مستقبلها …”
- “القراَن لا يكف عن العطاء، والاختلاف فيه لا يزيده إلا ثراءً وخصوبة، والدس له لا يزيد جوهره إلا جلاءً وتألقاً.”
- “ليس مطلوباً منا إلا أن نكون مسلمين بحق، مؤمنين بحق، وأن نأخذ بأسباب العلم والعمل وأن نتحد ونستعد دون عجلة أو هتاف ودون حساسيات أو تطرف وإنما برؤية موضوعية وعمل دؤوب وفكر مستنير .. إسلام العلم والعمل وليس إسلام الانقلابات والاضطرابات وخطف الطائرات …”
- “إن المسلم لا يمكن أن يكون رأسمالياً مستغلاً أو ماركسياً ملحداً ولا يمكن أن يكون إلا مسلماً …”
- “ربنا ما أتيت الذنوب جرأة مني عليك ولا تطاولاً مني علي أمرك وإنما ضعفاً وقصوراً حينما غلبني ترابي وغلبتني طينتي وغشيتني ظلمتي …”
- “عمر الخيانات ساعة وعمر الحق بطول الدهر …”
- “هل نري أمامنا علي المسرح إلا الكبرياء الوثنية والعظمة المجوسية متنكرة تحت راية لا إله إلا الله ؟ ... دكتور مصطفي محمود عن إيران والثورة الإيرانية”
- “وينسون أن الضحية أولى بالرحمة من الجاني، وينسون أن هذا النوع من الرحمة بالقتلة لن يثمر إلا القسوة والغلظة والتشجيع على الإجرام”
- “وعمر الخيانات ساعة وعمر الحق بطول الأبد. فلا تتعجلوا يا قوم واثبتوا على الحق فلم يمض بعد من التاريخ إلا دقائق ..”
- “وقد نجد من يصلي منهم إلى القبلة خمس مرات في اليوم ولكن حقيقة قبلته هي فاترينة البضائع الاستهلاكية”

## وصلات خارجية
- فيديو حلقات الدكتور مصطفى محمود.
- مدونة الدكتور مصطفى محمود.
- «كان نائماً في سكينة تامة لم يستيقظ منها»: ابنة مصطفى محمود لـ «العربية.نت»: العالم الكبير رحل في هدوء، العربية نت، 31 أكتوبر 2009.
- صفحة مصطفى محمود على موقع أبجد
- صفحة اقتباسات مصطفى محمود على موقع أبجد
- صفحة باسم الدكتور رائعة على الفيس بوك
- الفيلم الوثائقي العالم والايمان على اليوتيوب
- محمود تحميل كتب الدكتور مصطفى محمود كاملة pdf